# Mediapart
 (février 2025).
Mediapart est un quotidien d'actualité numérique français créé en 2008 par un groupe de journalistes dont Edwy Plenel et présidé depuis 2024 par Carine Fouteau. Il emploie près de 140 personnes, dont plus de 70 journalistes et compte 245 000 abonnés. Donnant, à contre-courant de la presse française, une large part au journalisme d'enquête et, ayant une ligne éditoriale orientée à gauche, le site est disponible en français, anglais et espagnol.
Paraissant exclusivement en ligne, il comporte deux volets, l'un réservé à la rédaction, l'autre, « Le Club » étant alimenté par les blogs des abonnés.
Son capital est contrôlé depuis 2019 par un fonds de dotation visant à garantir son indépendance financière.
Mediapart joue un rôle important dans les révélations lors de l'affaire Woerth-Bettencourt en 2010, l'affaire Sarkozy-Kadhafi en 2012, l'affaire Cahuzac en 2012-2013, de l'affaire Benalla en 2018-2019 ou de l'affaire Betharram en 2025. Ses enquêtes sont à l'origine de démissions, comme celle du ministre du Budget Jérôme Cahuzac, du ministre de l’Écologie François de Rugy, de la ministre de la Défense Michèle Alliot-Marie ou du député de Paris Denis Baupin.

## Histoire
Mediapart est créé en 2008 par François Bonnet, Laurent Mauduit, Edwy Plenel, Marie-Hélène Smiéjan et Gérard Desportes. Plusieurs d'entre eux viennent de la direction du Monde, où ils dénoncent la mise en place depuis 2005 d'un journalisme de validation au détriment d'un journalisme d'investigation,,.
Mediapart héberge autant des ⁣⁣articles de presse⁣⁣ rédigés par ses journalistes (« le journal ») que ceux des utilisateurs (« le club »).
En février 2024, le site d'information voit son fondateur annoncer son départ de la présidence le 14 mars, dans le cadre d'une transition planifiée depuis 2017. La journaliste Carine Fouteau le remplace dans ses fonctions.

### Le nom «Mediapart»
Le titre initialement envisagé, « MediaPart » (apocope de « média participatif »), a rencontré l'hostilité de la holding Média participations, vaste groupe d'édition comprenant une agence de presse religieuse et une activité éditoriale dans le domaine de la bande dessinée, de la vie pratique et de l'édition religieuse. Une action en justice fut même entamée pour contrefaçon, qui n'a toutefois pas prospéré. Ce qui n'était qu'un nom de code temporaire est devenu, de fait, à ce moment-là, le nom du site. Devant la campagne d'appel à l'opinion publique de MediaPart, Média-Participations a en effet renoncé à son action judiciaire et accepté la transformation du titre du journal en Mediapart. Un accord est intervenu sur la délimitation des champs d'activité de chaque entreprise.

### Logotype

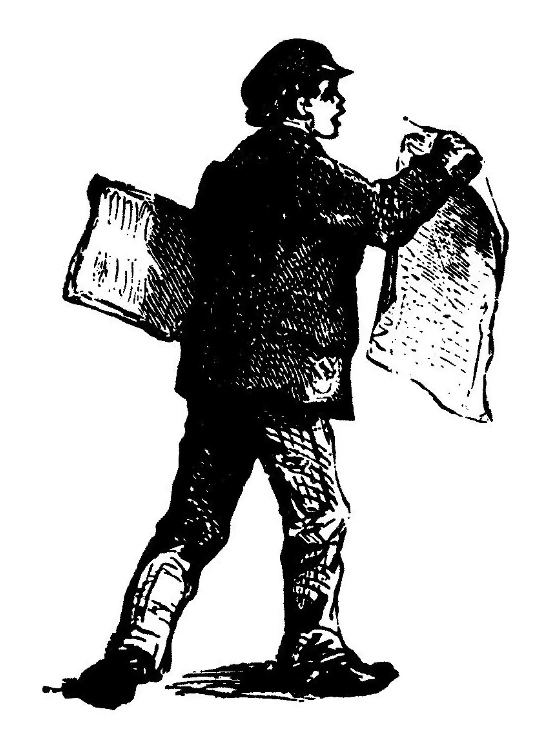
Gravure du crieur inspirant le logo

Le logo de Mediapart, le crieur de journaux, s'inspire du logo de la maison d'édition Maspéro, lui-même reprenant une gravure du 19e siècle.

### Projet éditorial
Mediapart défend un modèle où l'abonnement payant doit garantir l'indépendance journalistique, tout en permettant l'accès à un club participatif de qualité dont les contenus sont en accès libre. Critiquée à ses débuts par les défenseurs de la gratuité totale de l'information sur Internet, cette expérience nourrit depuis le débat sur les modèles économiques viables pour la presse numérique et a inspiré de nombreux autres titres à l'étranger, qui l'ont repris.
Avec d'autres médias en ligne Mediapart est à l'initiative de la création, à l'automne 2009, du syndicat de la presse indépendante d'information en ligne (SPIIL), dont Edwy Plenel est le secrétaire général et dont Maurice Botbol, président de Indigo Publications, est président. Sa ligne éditoriale est orientée à gauche.
Depuis 2022, Mediapart est membre de l'association à but non lucratif La maison des lanceurs d'alerte,. Il y participe à la création d'un réseau, The Signals Network, dont l'objectif est de collecter des informations sur des sujets d’investigation spécifiques, en sécurisant les sources.
Mediapart est partenaire du média Disclose depuis 2018.

### Statut
Mediapart est reconnu service de presse en ligne d'informations politique et générale par la Commission paritaire des publications et des agences de presse (CPPAP).

## Contenus
Mediapart se présente avec deux entrées principales : Le Journal, tenu par les journalistes professionnels de la rédaction, et Le Club, animé par les internautes abonnés. Le pari de Mediapart est de faire cohabiter les articles de la rédaction du journal et les contributions des lecteurs (dans les éditions participatives, dans les blogs personnels, la modération se faisant selon un principe de responsabilité individuelle et collective. Par delà l'indépendance éditoriale et économique, l'articulation bicéphale entre Club et Journal serait, dans l'architecture même du site, la condition sine qua non pour faire de Mediapart « le journal de ses lecteurs ». La charte de participation à Mediapart expose les motifs et règles déontologiques en vigueur.
Les contenus du journal sont actualisés trois fois par jour (aux environs de 9, 13, et 19 heures). Chaque « Une » (page d'accueil, page International, page France, page Économie, page Culture et idées) se présente en deux volets : la « Une » de la rédaction de Mediapart et la « Une » du Club, sélection d'articles des éditions ou de billets des blogs opérée par Mediapart. Le Club possède sa propre entrée, dont les articles mis en avant sont également choisis par la rédaction de Mediapart.
Le journal est présent sur les réseaux sociaux Facebook, Twitter et Instagram. Une étude publiée en 2021 note que « Mediapart […] détonne par l’intérêt public généralement plus grand dans le texte de ses publications Instagram ». Il met de l'avant ses enquêtes et ses reportages sur des sujets de société, alors que les autres médias francophones « privilégient les soft news : sujets people, voire racoleurs, la culture, le divertissement, le sport ».
En octobre 2020, pour la première fois en France, Médiapart crée un poste de “gender editor” et y nomme Lenaïg Bredoux. Son rôle est de veiller à la bonne représentation des femmes dans leur traitement éditorial,,.

### Éditions participatives
Les éditions participatives sont des journaux thématiques collectifs publiés dans la partie du site appelée le Club. Les abonnés peuvent demander la création d'une édition participative sur une thématique précise selon leurs domaines d'expertise, leurs centres d'intérêt (arts, histoire, politique, divertissements, région, ville ou pays…). Certains journalistes de Mediapart sont également rédacteurs en chef d'une édition. Le but de ces éditions est de créer un contenu participatif, appariant Journal et Club. Le créateur d'une édition en devient le coordonnateur et animateur. Les éditions participant à Mediapart doivent, à ce titre, comme chaque contenu posté sur ce site, respecter la charte éditoriale,.
Plus de 250 éditions ont été créées en date de 2010. Plus récemment, des éditions consacrées aux romans policiers ou aux magazines ont été créées (l'édition Revues est créée par Patrice Beray).

## Enquêtes et dossiers notables
Mediapart se fait connaître rapidement par ses enquêtes. Dès mars 2008, des éléments sur le train de vie anormal d'une ministre sont publiés : « Les folles dépenses de la ministre Rachida Dati » ; de même, le réquisitoire du Parquet dans la crise financière de janvier 2008 à la Société générale (Affaire Kerviel)[réf. nécessaire] est publié.
Jusqu'à la divulgation de l'affaire Woerth-Bettencourt, les débuts de Mediapart sont compliqués, certaines enquêtes passent inaperçues et les abonnements ne décollent pas. Après la parution de l'enquête, les abonnements connaissent une forte hausse, passant de 24 000  à 42 000.
Mais, dix ans plus tard, en 2018, le magazine Les Inrockuptibles note que Mediapart est devenu la référence en matière de journalisme d’enquête. Les enquêtes de Mediapart sont à l'origine de plusieurs démissions, comme celle du ministre de l’Écologie François de Rugy ou de la ministre de la Défense Michèle Alliot-Marie.

### Affaire Woerth-Bettencourt (2010)
Le 16 juin 2010, Mediapart révèle l'existence et le contenu d'enregistrements effectués clandestinement en 2009 et 2010 au domicile de Liliane Bettencourt par son majordome, et montrant des relations inconnues jusqu'alors entre celle-ci et plusieurs membres du gouvernement, en particulier Éric Woerth et Valérie Pécresse, ainsi qu'avec le président de la République Nicolas Sarkozy lui-même, déclenchant l'affaire Woerth-Bettencourt[source insuffisante]. Cependant, le 8 juillet 2010, le rapport d'un nouvel interrogatoire subi par l'ex-comptable de Liliane Bettencourt, dont Le Figaro s'est procuré une copie, ferait apparaître que Mediapart aurait « romancé » les propos de l'ex-comptable en impliquant le président de la République. La rédaction de Mediapart répond que l'article retranscrit fidèlement les propos du témoin recueillis en présence de tiers,.
Commentant l'éclosion de cette affaire qui, selon lui, « affole le camp Sarkozy », le New York Times souligne que Mediapart propose un journalisme d'investigation que les médias dominants ne proposent plus guère en France.
Dans le contexte de l'affaire Bettencourt, Xavier Bertrand, alors secrétaire-général de l'UMP, prend à partie le site en ligne dénonçant ses « dérapages très graves » et ses « méthodes totalement anti-démocratiques » allant jusqu'à accuser le site d'Edwy Plenel de « méthodes fascistes ». Une plainte est déposée pour diffamation,. En mars 2013, le ministre est relaxé, les juges de la chambre de la presse considérant que « les propos de Xavier Bertrand ne relevaient pas d'une qualification recouvrant un fait précis ».
Depuis une décision de justice de juillet 2013, à la demande de Patrice de Maistre, Mediapart ne peut plus diffuser ces enregistrements du majordome, de nombreux articles sont ainsi censurés.
En janvier 2021, la Cour européenne des droits de l'homme estime que la liberté de recevoir et communiquer des informations devait s’effacer devant le droit à la vie privée de Mme Bettencourt.

### Affaire Sarkozy-Kadhafi (2012)
Le journal publie, en mars puis en avril 2012, deux notes qui laissent à penser que le régime libyen aurait financé à hauteur de 50 millions d'euros la campagne de Nicolas Sarkozy en 2007. C'est le début de l'affaire Sarkozy-Kadhafi. Nicolas Sarkozy, candidat à sa réélection en 2012, porte alors plainte pour « faux et usages de faux », « recel de faux » et « publication de fausses nouvelles ». En 2016, la justice rend un non-lieu jugeant le document authentique, tout en précisant que le jugement ne porte pas « sur la réalité ou la fausseté des faits dont ce document était censé établir l'existence, c'est-à-dire un financement allégué de la campagne électorale de 2007 de Nicolas Sarkozy par la Libye ». Mediapart dépose quant à lui une plainte pour dénonciation calomnieuse.

### Affaire Jérôme Cahuzac (2013)
Mediapart est à l'origine de l'Affaire Cahuzac, un scandale politique français. Après avoir porté l'affaire seul et contre tous, le journal met en cause directement le ministre Pierre Moscovici dans cette affaire par l'intermédiaire d'Edwy Plenel le 7 avril 2013 sur la chaîne i-Télé. Edwy Plenel affirme que le ministre de l'économie connaissait la situation illicite de son ministre délégué depuis mi-décembre 2012, et que l'enquête fiscale auprès des banques suisses sur une période restreinte qu'il avait diligentée sur Jérôme Cahuzac n'aurait été qu'une tentative de sauvetage en ultime recours.
La révélation de cette affaire et ses conséquences contribuent à la création par le gouvernement du Parquet national financier (PNF) et de la Haute autorité pour la transparence de la vie publique (HATVP).
Mediapart s'est vu reprocher de pratiquer le « feuilletonnage » à l'occasion de l'affaire Cahuzac, une méthode relevant du « supplice chinois » pour les personnes impliquées selon l'Express, mais finalement « indéniablement efficace ». La parution en plusieurs volets des révélations a été justifiée sur ce cas pour une question de protection  des sources et par le besoin de prolonger l'enquête à la suite des réactions des personnes incriminées. Toutefois, pour le journaliste Denis Robert (Libération, Le Media, Blast)  le modèle économique de Mediapart l'obligerait à utiliser ce mode narratif « qui pose question », tandis que pour Daniel Schneidermann, ce choix éditorial gagnerait à ce qu'en soient exposés les motifs,.

### Affaire Denis Baupin (2016)
Alors que jusque là aucun journal français n'avait  publié d'enquête journalistique sur des violences sexuelles commises par un professionnel de la politique, le 9 mai 2016, France Inter et Mediapart publient les témoignages de huit élues et collaboratrices d'Europe Écologie Les Verts mettant au jour des affaires de harcèlement sexuel, voire d'agression sexuelle, notamment de la part du vice-président de l'Assemblée nationale Denis Baupin. Celui-ci poursuit le journal pour diffamation mais il est condamné pour procédure abusive,.

### Affaire Tariq Ramadan (2017)
Fin octobre et début novembre 2017, Tariq Ramadan est visé par deux plaintes pour viol et agressions sexuelles. Mediapart ayant fait une enquête sur Tariq Ramadan en avril 2016, les détracteurs du journal suggèrent que le journal aurait dû découvrir, et donc révéler cette affaire durant l'enquête.
Dans un contexte d'affrontements idéologiques sur le rapport à l’islam, l'ancien premier ministre Manuel Valls et Charlie Hebdo (repris par certaines personnalités et commentateurs politiques) accusent Mediapart d'avoir fermé les yeux sur le comportement de l'islamologue Tariq Ramadan. Manuel Valls, accuse notamment Edwy Plenel de « complicités » avec Tariq Ramadan, ce que Plenel réfute immédiatement,.
Mediapart dénonce une « campagne nauséabonde où se retrouvent la « fachosphère », quelques journalistes chroniqueurs et éditocrates, des responsables politiques d’une partie de la gauche socialiste en ruines et de l’extrême droite ». Il réfute une quelconque complaisance en rappelant notamment les enquêtes démontant « la machinerie idéologique Ramadan » publiées en 2016, et réfute les accusations d'avoir « délibérément ignoré les actes d’un homme aujourd’hui accusé de viols et d’agressions sexuelles ».

### Affaire Benalla (2019)
Le 4 février 2019, le journal fait l'objet d'une tentative de perquisition conduite par le procureur de la République adjoint Yves Bador dont le but est d'obtenir des informations sur les sources ayant communiqué au journal les enregistrements d'une conversation attribuée à Alexandre Benalla et Vincent Crase.
Cette perquisition est effectuée à la demande du procureur de la République de Paris, Rémy Heitz, trois jours après que le parquet s'est auto-saisi, et sans le mandat d'un juge indépendant. Mediapart refuse cette perquisition, la première dans l'histoire du journal, et dénonce une tentative du gouvernement d'attenter à la liberté de la presse et à la protection des sources journalistiques,[source insuffisante].

### Affaire Gaël Perdriau (2022)
En 2022, Mediapart met en cause Gaël Perdriau, le maire Les Républicains de Saint-Étienne (Loire), dans une affaire de chantage visant son premier adjoint, Gilles Artigues. Le parquet de Lyon ouvre une information judiciaire. Mediapart publie le 12 septembre des enregistrements qui établiraient l'implication directe du maire dans le chantage, appuyé par son directeur de cabinet Pierre Gautierri. Plusieurs élus du parti des Républicains demandent l'exclusion de Gaël Perdriau,,. Le 18 novembre, Gaël Perdriau obtient du tribunal judiciaire de Paris une décision inédite interdisant par avance à Mediapart de publier de nouvelles informations issues de ces enregistrements, concernant notamment Laurent Wauquiez. De nombreuses sociétés de journalistes, des élus de tous bords s'inquiètent de cette atteinte grave à la liberté de la presse. Le 25 novembre, les avocats de la presse dénoncent cette bévue judiciaire à l’occasion d’un « référé-rétractation », et obtiennent gain de cause.

### 3e brigade d'assaut (2024)
Selon Mediapart, l'armée française a formé des soldats de la 3e brigade d'assaut ukrainienne au camp de La Courtine (dans la Creuse) en 2023. Plusieurs d'entre eux arboraient des symboles néonazis : « saluts hitlériens, croix celtiques, emblèmes de plusieurs divisions SS, têtes de mort, fresque d'Adolf Hitler ». Mediapart a demandé au ministère français des Armées de s'exprimer sur le sujet. Sa réponse a été : « Ce sont les forces armées ukrainiennes qui organisent le flux et la sélection des militaires ukrainiens envoyés en France et en Europe. Nous n’apportons donc pas de commentaire sur cette organisation »,,. Catherine Couturier, députée NUPES-LFI de la Creuse a protesté contre le ministère français des Forces armées à ce sujet.

## Affaires judiciaires

### Plaintes en diffamation
Le 19 janvier 2016, le journal, qui avait prétendu que Jean-Marie Le Guen avait milité dans sa jeunesse au sein du Groupe union défense (GUD), un groupuscule d'extrême droite, reconnaît que ces propos étaient « dénués de fondement », ce qui conduit l'intéressé à retirer sa plainte.
Le 22 novembre 2019, Edwy Plenel, Fabrice Arfi et Karl Laske, sont relaxés par la cour d'appel de Paris après une plainte en diffamation d'Hervé Gattegno, directeur du Journal du dimanche après l'accusation de Mediapart que celui-ci participe à une campagne de désinformation dans le but d'« étouffer » l'affaire Sarkozy-Kadhafi. La cour écrit : « Même s'il n'était pas très prudent de la part des journalistes de Mediapart de mettre en avant leur interprétation personnelle des écoutes et d'ajouter un supplément de connivence erroné, il n'en demeure pas moins qu'il est justifié d'une base factuelle suffisante, fondée notamment sur des procès-verbaux non dénaturés, révélateurs de liens très proches et étroits entre Alexandre Djouhri et Hervé Gattegno, permettant ainsi d'imputer à ce dernier une participation à l'entreprise de désinformation dénoncée ».
En mars 2019, dans une interview pour France Info Edwy Plenel affirme : « Sur quelque 200 procès, nous n'en avons perdu que cinq ».
Le 13 novembre 2020, Mediapart est relaxé par le tribunal après deux plaintes en diffamation déposées en 2017 par Gérald Darmanin et Sébastien Lecornu, alors respectivement ministre des comptes publics et secrétaire d'état auprès du ministre de la transition écologique. Mediapart avait titré et écrit dans son paragraphe d'introduction des propos que les deux hommes considèrent comme des « atteintes à l'honneur et à la réputation ». Mediapart avait informé que les deux hommes avaient loué une villa de vacances en Corse appartenant à un ex trafiquant de drogue, condamné pour ces faits mais les deux hommes d'État ont contesté en stipulant qu'ils ne le savaient pas. En dépit de leur défense, ils n'ont pas eu gain de cause auprès du tribunal qui a donc donné raison à Mediapart en concluant « l'absence de caractère diffamatoire dans les propos ».
En février 2021, Mediapart et la journaliste Fanny Pigeaud sont relaxés en appel au titre de la « bonne foi », d’une plainte pour diffamation intentée par Vincent Bolloré, Bolloré (SAS) et Bolloré Africa Logistics (SAS), sur un article de 2016, titré « Comment le groupe Bolloré a ruiné deux entrepreneurs camerounais ».

### Affaire Benalla
En octobre 2019, quatre journalistes de Mediapart sont convoqués dans le cadre de l’enquête préliminaire sur l’affaire Benalla. Edwy Plenel, également convoqué, affirme alors : « Ce sont nos révélations dans l’affaire Benalla qui ont suscité ce zèle du parquet parisien. […] Ce faisant, il trahit l’esprit de la loi sur la liberté de la presse. […] Dans cette convocation massive de journalistes de Mediapart comme dans la tentative de perquisition dans nos locaux, c’est bien le pouvoir exécutif qui agit, puisqu’en France, le parquet lui est soumis au point que l’actuel procureur de la République a été personnellement choisi par le chef de l’État ».

## Aspects économiques

### Structure capitalistique
En 2008, la société est créée en société par actions simplifiée (SAS), sous le nom de Société éditrice de Mediapart. Aidé par Christian Ciganer (beau-frère de Nicolas Sarkozy) et Michel Broué, Edwy Plenel parvient finalement à convaincre la femme d'affaires et éditrice Marie-Hélène Smiejan d'investir dans le média. Le capital, apporté par les fondateurs, s'élève à 1 325 000 euros (550 000 d'Edwy Plenel, 550 000 de Marie-Hélène Smiejan, 100 000 euros de Laurent Mauduit, 80 000 euros de François Bonnet, 40 000 euros de Gérard Desportes). Le capital est ensuite ouvert à deux autres familles d'actionnaires : des investisseurs partenaires et une Société des amis de Mediapart. Les deux investisseurs partenaires principaux sont Jean-Louis Bouchard (Econocom) et Thierry Wilhelm (Doxa), pour 500 000 euros chacun. La Société des Amis de Mediapart, une SAS également, rassemble 87 donateurs (dont Xavier Niel, pour 200 000 euros, Maurice Lévy pour 5 000 euros, François Vitrani pour 5 000 euros) et est présidée par le mathématicien Michel Broué.
L'objectif est, de racheter l'ensemble des actions et de parvenir ainsi à l'indépendance financière et capitalistique. Le 15 octobre 2019, l’ensemble des actionnaires de Mediapart (cofondateurs, société des amis, société des salariés, sociétés Doxa et Ecofinance) vendent leurs parts au prix de 16,3 millions d’euros. L'affaire créée dix ans plus tôt ayant prospéré, l'investissement initial est multiplié par cinq, et représente un gain de 2,9 millions d’euros pour Edwy Plenel comme pour ses co-investisseurs.
Mediapart rachète les actions grâce à 4,4 millions de réserves et emprunte 5,5 millions d'euros. Jean-Louis Bouchard fait don de ses actions, soit un million d’euros. Thierry Wilhelm renonce à toucher le prix de ses actions, sous la forme d'un prêt de 2,5 millions d’euros. Les cofondateurs de Mediapart font de même, garantissant jusqu’en 2026 un crédit vendeur de 2,9 millions d’euros,. La Société des amis de Mediapart est dissoute. Le 2 juillet 2019, les cofondateurs annoncent une modification de la gouvernance de leur média : le capital est regroupé dans une Société pour la protection de l'indépendance de Mediapart (SPIM) qui est elle-même contrôlée par un fonds de dotation, le Fonds pour une presse libre (FPL),,,. 

### Modèle économique
Le journal a choisi une parution sans publicité. L'accès à la page d'accueil et à la partie « Le Club » est gratuit, celle à la partie rédigée par les journalistes se faisant sur un abonnement à un coût modéré. L'adhésion payante est conçue comme le seul moyen de garantir au lecteur qualité éditoriale et véritable indépendance journalistique, en évitant le recours à la publicité.
Ce choix économique résulte, selon les fondateurs de Mediapart, des difficultés que connaît la presse française : « seul le web permet de lancer aujourd'hui en France un quotidien indépendant d'information généraliste. Tous les autres supports nécessitent des investissements initiaux très lourds, donc dépendants de puissances financières, soit directement en tant qu'actionnaires, soit indirectement en tant qu'annonceurs publicitaires. » Cette défense d'une presse payante doit affronter le mode de fonctionnement traditionnellement gratuit sur l'Internet, d'aucuns voyant déjà « Mediapart : mort-né ! ».
Le principe du gratuit, qui a tant bouleversé ces dernières années la presse en ligne comme les journaux traditionnels, arriverait au contraire selon les promoteurs de Mediapart à ses limites. Son choix de devenir un journal de référence passerait ainsi par la réaffirmation d'une presse payante : « les recettes publicitaires actuelles sur Internet sont calculées pour des millions de visiteurs, donc pour un contenu attirant une audience grand public peu compatible avec les exigences d'une presse de qualité et de référence. »
L'objectif affiché est enfin de rassembler environ 65 000 abonnés au bout de la troisième année, ce qui permet d'évaluer à environ 4 millions d'euros les besoins de financement du journal sur la période. Le directeur éditorial, François Bonnet, déclare le 17 juin 2008 que le site a 8 000 abonnés.
En juin 2010, Mediapart indique que « le plan a été revu pour pouvoir atteindre un équilibre financier autour de 40 000 et reculer l'échéance à 2012. Ce qui laisse un an et demi pour trouver 15 000 ou 20 000 nouveaux abonnés ». Le déclenchement de l'affaire Woerth-Bettencourt a fait gagner au site 5 000 abonnés au mois de juin, site qui en compte près de 30 000 en juillet 2010. En septembre 2010, les 40 000 abonnés sont atteints. Quelque 47 500 abonnés sont comptabilisés début 2011, assurant l'équilibre financier du titre.
Lors de la conférence de presse tenue à l'occasion du troisième anniversaire de l'existence du site, le 10 mars 2011, les indications suivantes sont fournies : Mediapart est rentable depuis septembre 2010. Le bilan 2010 étant de 4,4 millions d'euros de dépenses pour 3 millions d'euros de recettes. 95 % des revenus de Mediapart viennent des abonnements, 20 % des abonnés étant des abonnés annuels à 90 euros et plus de 90 % des abonnés à 1 euro continuant après la période d'essai. Le lectorat est composé au départ 60 % régions, 40 % Île-de-France, 90 % en France.
L'équipe compte 36 CDI, 1 CDD et des stagiaires. Mediapart a levé 5,7 millions d'euros depuis sa création, en majorité fondateurs, salariés et amis de Mediapart.
D'après le site Rue89 et l'Observatoire des subventions, Mediapart a, pour l'année 2009, reçu de l'État 200 000 euros de subventions, devenant ainsi un des premiers « journaux en ligne » à en bénéficier.

### Application du taux de TVA réduit et redressement fiscal
Depuis sa création en 2008, Mediapart applique un taux de TVA de 2,1 %, estimant que la loi sur les publications de presse détenant un numéro de CPPAP s'applique à la presse en ligne. Néanmoins, à l'époque, le ministère du Budget juge que ce taux de TVA ne s'applique pas à la presse en ligne sans support papier. Plusieurs sites subissent des redressements fiscaux : Arrêt sur images en 2009, puis Dijonscope en février 2013,, et Mediapart en décembre 2013.
Le Syndicat de la presse indépendante d'information en ligne (SPIIL), regroupant une soixantaine d'organes de presse en ligne dont Mediapart, Indigo Publications et Arrêt sur images, réclame l'application du principe de neutralité fiscale à la presse numérique : soit un taux de TVA identique à celui de la presse imprimée,,.
En février 2014, le Parlement français promulgue une loi alignant la TVA de la presse en ligne sur celui de la presse imprimée, mettant fin à l’inégalité de traitement entre les deux supports de presse. Se pose par la suite la question de la rétroactivité de la loi, qui fait alors débat.
Fin septembre 2014, l'administration fiscale notifie à Mediapart un redressement fiscal de 3,3 millions d'euros pour la période 2008 à 2013, pour avoir appliqué le taux de TVA réduit avant l’entrée en vigueur de la loi, auquel s'ajoutent 200 000 euros de pénalités de retard et 1 million pour « manquement délibéré ». Edwy Plenel déclare à l’AFP : « Ce conflit fiscal est une vengeance de l'affaire Cahuzac de la part d'une partie de l'administration fiscale. Nous irons jusqu'au tribunal administratif s'il le faut. ». Mediapart règle les 3,3 millions d'euros au fisc mais fait un recours au tribunal administratif pour le paiement de la pénalité.
En décembre 2015, l'Assemblée nationale adopte, par 11 voix contre 10, un amendement impliquant une « amnistie fiscale » pour les sites de presse en ligne dont le principal bénéficiaire est Mediapart,,, mais l'amendement est rejeté lors d’une lecture ultérieure.
En mai 2018, le tribunal administratif de Paris confirme le redressement fiscal de Mediapart. En revanche, le tribunal reconnaît la « transparence » de Mediapart dans le paiement de sa TVA et estime dès lors que la volonté d’éluder l’impôt n’est pas établie. En conséquence, il annule la majoration de 1,3 million d’euros appliquée à la société éditrice du journal,. Selon le tribunal, l'administration fiscale aurait dû « remettre en cause les déclarations de TVA » dès 2008, et ne pas attendre jusqu’au contrôle fiscal de 2013.
En juillet 2018, le ministre de l’Action et des Comptes publics, Gérald Darmanin, fait appel de la décision auprès de la cour administrative d'appel de Paris. En appel en novembre 2020, la cour annule le jugement qui écartait la fraude fiscale, ce qui implique que Mediapart est de nouveau rendu redevable de la pénalité, portée à 1,4 million d'euros. La société éditrice indique qu’elle se pourvoit en cassation devant le Conseil d’État,.
Le Conseil d'État refuse d'admettre le pourvoi de Mediapart car aucun des moyens invoqués n'est de nature à permettre l'admission du pourvoi. Aucune partie de la décision attaquée n'est cassée ou annulée.

### Rentabilité
Créé en 2008, Mediapart connait son premier exercice bénéficiaire en 2011. En 2012, il atteint 6 millions d'euros de chiffre d'affaires et 700 000 euros de bénéfices net.
Selon les chiffres fournis par Mediapart en mars 2018, le journal a connu durant l'année 2017 une croissance de 20 % du chiffre d'affaires (dépassant 13 millions d'euros), un résultat net de 2,2 millions d'euros (représentant 16 % du chiffre d'affaires), et une augmentation d'environ 8 % du nombre d'abonnés. Il compte au total 140 000 abonnés et une équipe de 83 salariés permanents. Mediapart signale également qu'entre 2008 et 2017, 97 actions en justice ont été ouvertes contre le journal. Sur celles-ci 3 condamnations définitives ont été prononcées pour diffamation, 69 décisions l'ont mis hors de cause (désistements, ordonnances de non-lieu, relaxes, nullités et irrecevabilités des poursuites), et 25 procédures sont encore en cours.
En 2018, Mediapart dépasse les 150 000 abonnés actifs payants, avec une hausse notable au mois de décembre 2018 en plein mouvement des gilets jaunes. Un chiffre en hausse qui fait évoluer son chiffre d'affaires à 13,8 millions d'euros contre 13,7 millions l'année précédente. Mediapart compte désormais 87 salariés en CDI dont 47 journalistes. Le projet de TV Mediapart, avec diffusion sur le web, n'a en revanche pas été poursuivi.
En 2020, Mediapart dépasse les 200 000 abonnés et atteint un chiffre d'affaires de plus de 20 millions d'euros et un résultat courant avant impôt de 6,4 millions d'euros. En 2022, le bénéfice est de 2,6 millions d’euros.
Fin 2024, Mediapart compte 233 277 abonnés et réalise sur l'année 24,9 millions d'euros de chiffre d'affaires, pour un bénéfice net de 3,3 millions d'euros. En janvier 2025, le média revendique 245 000 abonnés. 

### Audience
L'audience de Mediapart , qui comptait 65 000 abonnés en 2012, et près de 75 000 en 2013, atteint 220 000 abonnés en 2023.
Pour une équipe de chercheurs en théorie des organisations et théorie du champ, alors que 90 % des médias privés en France sont contrôlés par 9 milliardaires, Mediapart a réussi  à s'extraire d'une position d'acteur périphérique et à devenir un concurrent de ces médias en appliquant trois grandes stratégies : la reconquête de la propriété, le recentrage de l'authenticité et la réaffirmation de la légitimité. 

## Journalistes et anciens journalistes deMédiapart
- Sophie Dufau (ex-Libération, ex-Les Inrockuptibles).
- Thomas Cantaloube (ex-Le Parisien, ex-Marianne, ex-La Vie).
- Gérard Desportes (ex-Libération, ex-La Vie).
- Mathilde Mathieu (ex-Le Monde de l'éducation, Le Monde, ex-La Vie).
- Marine Turchi.
- Laurent Mauduit (ex-Le Monde).
- Martine Orange (ex-Le Monde, ex-Challenges, ex-La Tribune).
- Jade Lindgaard (ex-Les Inrockuptibles).
- Fabrice Arfi (ex-Figaro Lyon, ex-20 minutes, Tribune de Lyon).
- David Dufresne (ex-Libération, ex-Canal+).
- Sylvain Bourmeau (ex-Les Inrockuptibles, actuellement La Suite dans les Idées sur France Culture).
- Antoine Perraud (France Culture et La Croix, ex-Télérama).
- Dominique Conil ( Libération, l'Evénement du jeudi) du 09/2011 au 09/2018
- Fabrice Lhomme, (ex-Le Monde, ex-L'Équipe magazine) du 15/01/2008 au 07/04/2011[145].
- Didier Porte, chroniques de septembre 2010 à septembre 2017.
- Michel de Pracontal[146], articles publiés du 23/10/2010[147] au 27/11/2017[147].
- Karl Laske.
- Michel Deléan.
- Mickaël Correia.
- Lénaïg Bredoux.
- Joseph Confavreux.
- René Backmann.
- Jean-Pierre Perrin.
- Hejer Charf.
- Valentine Oberti, émission quotidienne « À l'air libre »[148].
- Christophe Gueugneau, émission quotidienne « À l'air libre »[148] .

## Dans la fiction
- Mediapart apparaît dans la série télévisée Baron noir (2016) et joue un rôle décisif dans l'évolution de l'intrigue[149]. Dans cette fiction, la rédaction du site Internet a obtenu des informations extrêmement compromettantes (financement illégal de la campagne électorale présidentielle) pour la présidence de la République française fictif Francis Laugier (Niels Arestrup) et le protagoniste principal Philippe Rickwaert (Kad Merad). Mediapart envoie une lettre au Président Laugier, lui donnant 48 heures, avant publication, pour apporter explications et précisions à intégrer dans l'article. Finalement, les révélations de Mediapart entraînent la démission de Laugier et l'arrestation de Philippe Rickwaert.
- Dans la série télévisée Les Hommes de l'ombre, le site Internet Mediamag, au sein duquel travaille Apolline Vremler (Valérie Karsenti dans la saison 1, puis Emmanuelle Bach dans les saisons 2 et 3), l'ex-femme du personnage principal Simon Kapita (Bruno Wolkowitch), est un pastiche de Mediapart[150].
- Dans le livre de Karim Amellal, Bleu Blanc Noir (2016), Mediapart est mentionné sous le nom de « MédiaNet », un des seuls journaux à s'émouvoir de la politique anti-terroriste menée par Mireille le Faecq, la nouvelle présidente de la République.
- Dans le film Boîte noire, Caroline Delmas est une journaliste de Mediapart.

#### Documents primaires
- Edwy Plenel, Combat pour une presse libre. Le Manifeste de Mediapart, éditions Galaade, 2012, 54 p.

#### Sources secondaires
- Gilles Gaetner, Pour qui roule Mediapart ? La face cachée d'Edwy Plenel, Fayard, 2025
- Catherine Dubouloz, « Média à part », Le Temps, no 4568,‎ 2 avril 2013, p. 20 (lire en ligne).
- Athissingh Ramrajsingh, Les pure players d'information générale : support technologique, idéal journalistique, structure et discours économiques, Les Enjeux de l'information et de la communication, 1/2011 (Volume 2011), p. 112-131